# Goran Jagar
Goran Jagar (ur. 10 czerwca 1984 w Viroviticy) – serbski wioślarz, reprezentant Serbii w wioślarskiej dwójce bez sternika podczas Letnich Igrzysk Olimpijskich w Pekinie.

## Osiągnięcia
- Mistrzostwa Świata – Eton 2006 – dwójka bez sternika – 11. miejsce[2].
- Mistrzostwa Świata – Monachium 2007 – czwórka ze sternikiem – 2. miejsce[1][2].
- Mistrzostwa Świata – Monachium 2007 – dwójka bez sternika – 6. miejsce[1][2].
- Mistrzostwa Europy – Poznań 2007 – dwójka bez sternika – 1. miejsce[2].
- Igrzyska Olimpijskie – Pekin 2008 – dwójka bez sternika – 7. miejsce[1][2].
- Mistrzostwa Europy – Ateny 2008 – dwójka bez sternika – 2. miejsce[2].
- Mistrzostwa Świata – Poznań 2009 – dwójka bez sternika – 8. miejsce[2].
- Mistrzostwa Europy – Brześć 2009 – dwójka bez sternika – 2. miejsce[2].
- Mistrzostwa Europy – Montemor-o-Velho 2010 – czwórka bez sternika – 6. miejsce[2].